# Isabelle Thomas
Isabelle Thomas (ur. 26 listopada 1961 w Le Blanc-Mesnil) – francuska polityk, działaczka partyjna i samorządowa, deputowana do Parlamentu Europejskiego VII i VIII kadencji.

## Życiorys
Z wykształcenia prawniczka, studiowała na Université Sorbonne-Paris-Nord. Pracowała m.in. w administracji publicznej jako konsultantka CHSCT (komisji zajmującej się bezpieczeństwem i higieną pracy). Od czasów studenckich związana z działalnością w ruchach lewicy. W 1988 brała udział w kampanii wyborczej François Mitterranda, była jego doradcą ds. młodzieży. W 2001 po raz pierwszy została wybrana na radną miejską w Saint-Malo, a w 1998 na radną regionu Bretania. W 2010 została wiceprzewodniczącą rady regionalnej.
Kandydowała bez powodzenia z listy Partii Socjalistycznej w wyborach do Parlamentu Europejskiego w 2009. Gdy w 2012 Stéphane Le Foll objął urząd ministra, Isabelle Thomas weszła za niego w skład Parlamentu Europejskiego VII kadencji. Przystąpiła do grupy Postępowego Sojuszu Socjalistów i Demokratów. W 2014 została wybrana na kolejną kadencję Europarlamentu.
W 2017 opuściła Partię Socjalistyczną, dołączając do ugrupowania Génération.s, które założył Benoît Hamon.